# سرير الأسرار (رواية)
سرير الأسرار هي رواية للكاتب والروائي المغربي البشير الدامون. صدرت سنة 2008 عن دار الآداب ببيروت،، تقع في 224 صفحة.

## ملخص الرواية
تدور الأحداث الرئيسية للرواية حول فتاة عاشت طفولة سعيدة رفقة أمها مما الزاهية، لكن مأساتها ستبدأ يوم نهر إبن جيرانها أخته الصغيرة سعيدة مانعا عنها اللعب معها. واصفا إياها ببنت العااهرة، فبدأت تحس أنها ليست كبقية الأطفال، حيث تضاعفت حيرتها منذ ذلك اليوم وبدأت الأسئلة بالتناسل إلى ذهنها، عمن تكون؟ ومن تكون ما الزاهية التي ظنت لوقت طويل أنها أمها؟ من يكون أبوها؟ ماذا يحدث في منزلهم الذي وصفته لها صديقتها سعيدة بأنه دار باغيات؟
رغم معاناتها حاولت بطلة الرواية تجاوزها بالاجتهاد في الدراسة ومعاملة الناس معاملة حسنة والتقرب منهم للتغلب على نفورهم منها بسبب ذنب لا يد لها فيه كونها لقيطة. إن الرواية باختصار عبارة عن فلاش باك لفتاة قاست تمزقا وجدانيا وسط مجتمع لا يرحم، محاولة بكل قوة تجاوز معاناتها وحيرتها غير أن الماضي ظل يجلبها إليه في كل مرة تحاول فيها التخلص من تراكماته ونسيانه وجدت النسيان مهمة صعبة الإتقان. هي رواية تصور حياة شريحة من الطبقة الفقيرة.

## التحويل إلى فيلم
سنة 2013 حولت رواية سرير الأسرار إلى فيلم يحمل نفس العنوان من إخراج جيلالي فرحاتي، وقد اختير هذا الفيلم للمشاركة في المسابقة الرسمية لمهرجان دبي السينمائي العاشر (جائزة المهر الذهبي). شارك الفيلم المستوحى من رواية سرير الأسرار في الدورة 15 للمهرجان الوطني للفيلم بطنجة سنة 2014، حيث فاز بجائزة أحسن سيناريو.